# Řády, vyznamenání a medaile Ghany
Systém státních vyznamenání Ghany se skládá z řádů a medailí. Během období, kdy byla Ghana britskou kolonií byl v zemi používán britský systém státních vyznamenání. Ta byla v Ghaně udílena až do roku 1960. V roce 2008 přidal prezident John Kufuor do systému státních vyznamenání kontroverzní Řád hvězdy a orlů Ghany.

## Státní vyznamenání
- Řád hvězdy a orlů Ghany (Grand Order of the Star and Eagles of Ghana) byl založen roku 2008 jako nejvyšší řád Ghany.[1]
- Řád ghanské hvězdy (Order of the Star of Ghana) byl založen dne 1. července 1960. Udílen je za vynikající služby národu.[2][3]
- Řád Volty (Order of the Volta) byl založen roku 1960. Udílen je za vynikající služby státu.[4][5]
- Medaile za chrabrost byla založena dne 1. července 1960. Udílena je vojenskému personálu i civilním zaměstnancům za statečnost nebo záchranu života.[6][7]
- Velká medaile byla založena dne 1. července 1960. Udílena je vojenskému personálu i civilním zaměstnancům za loajalitu k republice.[8][9]

## National Honours and Awards
National Honours and Awards je tradiční národní ceremoniál, během kterého jsou předávána státní vyznamenání občanům Ghany za jejich významné služby státu v různých oblastech lidské činnosti. Tento ceremoniál se koná každoročně 30. června. První ceremoniál se konal v roce 1960 pod záštitou prezidenta Kwame Nkrumaha poté, co se Ghana stala nezávislou republikou. Na prestiži ceremoniál získal až v roce 2006, kdy prezident John Kufour zavedl tento den jako Národní den státních cen.